# 記憶邊境
《記憶邊境》是一款由台湾游戏开发团队极度边缘工作室开发的类魂3D动作角色扮演游戏，由Team17发行于2022年8月18日在Microsoft Windows、PlayStation 5、Xbox Series X/S平台上。

## 游戏玩法
本作主要玩法为普攻、招架、闪避、瘟疫武器及羽毛断招。本作虽没有严格的体力限制但也有招架和闪躲的战斗模式，以及“处决”的画面呈现。除此之外，玩家能在游戏中自定义技能配置以及升级天赋树。
本作最终会根据玩家搜集的道具与情报而走向不同的结局。

## 故事简介
在中世纪瘟疫橫行的世界中，赫密斯王国曾因炼金术强盛而繁荣却在某次意外中陷入混乱，为了揭开真相并阻止一切，玩家将扮演一个失去记忆且戴着面具的神秘人“掠鸦”以“其人之道，还治其人之身”的态度寻找真相并揭开王国黑暗的秘密。

## 开发与发行
《記憶邊境》是由台湾游戏开发团队极度边缘工作室开发的3D动作角色扮演游戏，由Team17发行。开发团队表示本作是受到《黑暗靈魂》系列的影响而制作的写实風格与中世紀黑暗风格的动作游戏。2021年11月19日，Team17宣布游戏将延期至2022年。本作在2022年台北国际电玩展上开放试玩。

## 评价
本作在评论聚合网站Metacritic中获得“褒贬不一”的评价。IGN的贾勒特·格林（Jarrett Green）表示《記憶邊境》的剧情设定“有潜力”，但剧情发展却“没有吸引力”。贾勒特还表示战斗、敌人和场景都很“平庸”，不推荐喜爱魂系游戏的玩家游玩。Rock, Paper, Shotgun的埃德·索恩（Ed Thorn）表示因没有“刺客”或打破战斗节奏的机制，所以与《黑暗靈魂》相比，《記憶邊境》反而更相似于《血源诅咒》。Gamespot的菲尔·霍恩肖（Phil Hornshaw）表示与首领的战斗“令人愉悦”，还表示长期使用相同的招数击溃大多数敌人，而导致游戏体验略显不足。Nintendo Life的PJ·奥莱利（PJ O'Reilly）不推荐玩家游玩Switch的云版本，因为性能上有很多问题，如关卡设计、难度平衡等。